# ショコキ!
『ショコキ!』は、2001年公開の日本映画。マギー監督・脚本作品。

## 概要
深夜の高層ビルでエレベーター2棟が急停止。非常サイレンを鳴らすが管理員がサボりで居眠り。エレベーターで一夜を過ごすことになった人々の喜怒哀楽映画。タイトルのショコキとは日本語訳の「昇降機」を略したもの。

## あらすじ
ここは高層ビルのエレベーター、今日も大量に人々が階層を選び昇降を繰り返す。そんなある日の深夜、2組のエレベーターがハプニングで急停車。サイレンを鳴らすも整備士の岡田がサボっての居眠りで全く気が付かない。いつしかインターホンが壊れ携帯電話は不通。仕方なく異常に気づくまで暇をつぶす事に。2組のエレベーターの1組はロケに向かう途中のジョビジョバ。もう一組は地味という皮を破ろうと女優に挑戦しようとするOL、明るい宅配ピザ店主。リストラ社員とその会社の社長夫婦、新企画を求めるテレビディレクターの6人。

## キャスト
- 山田由美 ‐ 純名里沙
- 佐藤静江 ‐ 大島蓉子
- 鈴木タカシ ‐ 河相我聞
- 神林とおる ‐ 遠藤憲一
- 浜村久 ‐ モト冬樹
- 関根純三 ‐ 本田博太郎
- ジョビジョバ ‐ ジョビジョバ（本人役）
- 川俣しのぶ
- 荒井麻里子
- 広田正光
- 金子之男
- 加勢和也
- 奏谷ひろみ
- 飯田ヒロシ
- 下川辰平
- 秋元康 ‐ 秋元康（本人役）